# Штайнгайм-ан-дер-Мурр
Штайнгайм-ан-дер-Мурр (нім. Steinheim an der Murr) — місто в Німеччині, знаходиться в землі Баден-Вюртемберг. Підпорядковується адміністративному округу Штутгарт. Входить до складу району Людвігсбург.
Площа — 23,19 км2. Населення становить 12 122 ос. (станом на 31 грудня 2020).